# 博爾加爾卡 (弗拉季伊夫卡區)
47°51′8″N 30°25′23″E / 47.85222°N 30.42306°E
博爾加爾卡（烏克蘭語：Болгарка），是烏克蘭的村落，位於該國南部尼古拉耶夫州，由弗拉季伊夫卡區負責管轄，始建於1915年，面積0.27平方公里，海拔高度167米，2001年人口68，人口密度每平方公里251.9人。